# Cereus validus
Cereus validus ist eine Pflanzenart in der Gattung Cereus aus der Familie der Kakteengewächse (Cactaceae). Das Artepitheton validus stammt aus dem Lateinischen, bedeutet ‚kräftig‘ und verweist auf das allgemeine Erscheinungsbild der Art.

## Beschreibung
Cereus validus wächst strauchig, ist nur wenig verzweigt und erreicht Wuchshöhen von bis zu 2 Meter und mehr. Die zylindrischen, glauken Triebe sind anfangs blaugrün und werden später hellgrün. Sie weisen Durchmesser von 5 bis 8 Zentimeter auf. Es sind vier bis acht stumpfe, zusammengedrückte Rippen vorhanden. Die darauf befindlichen grauen Areolen sind klein. Der meist einzelne Mitteldorn, gelegentlich werden zwei oder drei ausgebildet, ist kräftig, gelblich braun und bis zu 16 Zentimeter lang. Die fünf kräftigen, gelblichen bis grauen Randdornen erreichen eine Länge von bis zu 2 Zentimeter.
Die Blüten sind weiß bis rötlich. Die roten Früchte enthalten ein rotes Fruchtfleisch.

## Verbreitung und Systematik
Cereus validus ist in den bolivianischen Departamentos Chuquisaca, Santa Cruz und Tarija sowie in Argentinien von den Provinzen Formosa und Chaco bis in den Süden der Provinz Córdoba im Tiefland und der Chaco-Vegetation in Höhenlagen von 500 bis 2000 Metern verbreitet.
Die Erstbeschreibung durch Adrian Hardy Haworth wurde 1831 veröffentlicht. Ein nomenklatorisches Synonym ist Piptanthocereus validus (Haw.) Riccob. (1909).

## Nachweise